# Asparges-familien
Asparges-familien (Asparagaceae) har to slægter og omkring 370 arter, der er udbredt i Europa, Asien, Afrika, samt i Mexico. Det er meget forskelligartede planter, som tilsyneladende er inde i en meget hastig artsdannelse. 
APG III-systemet fra 2009 kræver, at syv tidligere familier indordnes under Asparges-familien. En artikel fra samme år anviser, at slægterne kan grupperes i syv underfamilier, der svarer til de tidligere familier:
- Underfamilie Agavoideae, tidligere Agavaceae + Hesperocallidaceae
- Underfamilie Aphyllanthoideae, tidligere Aphyllanthaceae
- Underfamilie Asparagoideae, tidligere Asparagaceae
- Underfamilie Brodiaeoideae, tidligere Themidaceae
- Underfamilie Lomandroideae, tidligere Laxmanniaceae
- Underfamilie Nolinoideae, tidligere Ruscaceae
- Underfamilie Scilloideae, tidligere Hyacinthaceae

Mange arter indenfor asparges-familien har fyllokladier og kladodier, som er omdannede fotosyntetiserende stængler eller stængelstykker. Fyllokladier kan ofte forveksles med blade, men har ikke spalteåbninger.
| Slægter |

| Underfamilie     | Slægt |
| Lomandroideae    | Acanthocarpus |
| Agavoideae       | Agave (Agave) |
| Scilloideae      | Albuca (ofte optaget i Fuglemælk (Ornithogalum)                                                                         |
| Scilloideae      | Alrawia |
| Brodiaeoideae    | Androstephium |
| Agavoideae       | Anemarrhena |
| Agavoideae       | Edderkopurt (Anthericum)                                                                                                |
| Aphyllanthoideae | Nellikelilje (Aphyllanthes)                                                                                             |
| Lomandroideae    | Arthropodium |
| Asparagoideae    | Asparges (Asparagus) |
| Nolinoideae      | Aspidistra (omfattende Antherolophus og Colania)                                                                        |
| Scilloideae      | Barnardia |
| Nolinoideae      | Beaucarnea |
| Agavoideae       | Behnia |
| Scilloideae      | Bellevalia (omfattende Strangweja)                                                                                      |
| Agavoideae       | Beschorneria |
| Brodiaeoideae    | Bessera (omfattende Behria)                                                                                             |
| Brodiaeoideae    | Bloomeria |
| Scilloideae      | Bowiea |
| Scilloideae      | Brimeura |
| Brodiaeoideae    | Trillinglilje (Brodiaea)                                                                                                |
| Nolinoideae      | Calibanus |
| Agavoideae       | Kamassia (Camassia) |
| Nolinoideae      | Campylandra |
| Lomandroideae    | Chamaescilla |
| Lomandroideae    | Chamaexeros |
| Scilloideae      | Snepryd (Chionodoxa) (optaget i Scilla af visse forskere)                                                               |
| Scilloideae      | × Chionoscilla (optaget i Scilla af visse forskere)                                                                     |
| Agavoideae       | Chlorogalum |
| Agavoideae       | Væddeløber (Chlorophytum)                                                                                               |
| Nolinoideae      | Comospermum |
| Nolinoideae      | Liljekonval (Convallaria)                                                                                               |
| Lomandroideae    | Kordyline (Cordyline) (omfattende Cohnia)                                                                               |
| Nolinoideae      | Druetorn (Danaë) |
| Brodiaeoideae    | Dandya |
| Nolinoideae      | Dasylirion |
| Scilloideae      | Daubenya (omfattende Amphisiphon og Androsiphon)                                                                        |
| Agavoideae       | Diamena |
| Brodiaeoideae    | Dichelostemma (omfattende Brevoortia, Dipterostemon og Stropholirion)                                                   |
| Lomandroideae    | Dichopogon (skal muligvis optages i Arthropodium)                                                                       |
| Agavoideae       | Diora |
| Scilloideae      | Dipcadi (ofte optaget i Fuglemælk (Ornithogalum)                                                                        |
| Nolinoideae      | Disporopsis |
| Nolinoideae      | Dracæna (Dracaena) |
| Scilloideae      | Drimia Jacq. (omfattende Litanthus, Rhadamanthus, Rhodocodon, Sypharissa, Tenicroa, Thuranthos, Urginea og Urgineopsis) |
| Scilloideae      | Drimiopsis (ofte optaget i Ledebouria)                                                                                  |
| Agavoideae       | Echeandia |
| Agavoideae       | Eremocrinum |
| Nolinoideae      | Eriospermum |
| Scilloideae      | Eucomis |
| Lomandroideae    | Eustrephus |
| Agavoideae       | Furcraea |
| Scilloideae      | Galtonia (optaget i Fuglemælk (Ornithogalum) af visse forskere)                                                         |
| Agavoideae       | Hagenbachia |
| Agavoideae       | Hastingsia |
| Asparagoideae    | Hemiphylacus |
| Agavoideae       | Herreria |
| Agavoideae       | Herreriopsis |
| Agavoideae       | Hesperaloe |
| Agavoideae       | Hesperocallis |
| Agavoideae       | Hesperoyucca (optaget i Yucca af visse forskere)                                                                        |
| Nolinoideae      | Heteropolygonatum |
| Agavoideae       | Hosta |
| Scilloideae      | Hyacinthella |
| Scilloideae      | Klokkeskilla (Hyacinthoides) (omfattende Endymion)                                                                      |
| Scilloideae      | Hyacint (Hyacinthus) |
| Scilloideae      | Lachenalia (omfattende Brachyscypha, Periboea og Polyxena)                                                              |
| Lomandroideae    | Laxmannia (omfattende Bartlingia)                                                                                       |
| Scilloideae      | Ledebouria Roth (omfattende Resnova)                                                                                    |
| Agavoideae       | Leucocrinum |
| Nolinoideae      | Liriope |
| Lomandroideae    | Lomandra (omfattende Xerotes)                                                                                           |
| Nolinoideae      | Majblomst (Maianthemum) (omfattende Oligobotrya og Smilacina)                                                           |
| Agavoideae       | Manfreda (optaget i Agave af visse forskere)                                                                            |
| Scilloideae      | Massonia (omfattende Neobakeria og Whiteheadia)                                                                         |
| Scilloideae      | Merwilla |
| Brodiaeoideae    | Milla (omfattende Diphalangium)                                                                                         |
| Brodiaeoideae    | Muilla |
| Lomandroideae    | Murchisonia |
| Scilloideae      | Perlehyacint (Muscari) (omfattende Botryanthus, Leopoldia, Muscarimia og Pseudomuscari)                                 |
| Nolinoideae      | Nolina |
| Nolinoideae      | Slangeskæg (Ophiopogon)                                                                                                 |
| Scilloideae      | Fuglemælk (Ornithogalum) (omfattende Battandiera, Elsiea og Neopatersonia)                                              |
| Scilloideae      | Oziroe (omfattende Fortunatia)                                                                                          |
| Agavoideae       | Paradislilje (Paradisea)                                                                                                |
| Nolinoideae      | Peliosanthes |
| Brodiaeoideae    | Petronymphe |
| Nolinoideae      | Pleomele (ofte optaget i Dracaena)                                                                                      |
| Agavoideae       | Polianthes (optaget i Agave af visse forskere)                                                                          |
| Nolinoideae      | Konval (Polygonatum) |
| Agavoideae       | Prochnyanthes |
| Scilloideae      | Prospero |
| Scilloideae      | Pseudogaltonia. (ofte optaget i Fuglemælk (Ornithogalum)                                                                |
| Scilloideae      | Pseudoprospero |
| Scilloideae      | Puschkinia |
| Nolinoideae      | Reineckea |
| Nolinoideae      | Rohdea (omfattende Gonioscypha)                                                                                         |
| Lomandroideae    | Romnalda |
| Nolinoideae      | Musetorn (Ruscus) |
| Nolinoideae      | Sansevieria |
| Scilloideae      | Schizobasis (ofte optaget i Drimia)                                                                                     |
| Scilloideae      | Schizocarphus |
| Agavoideae       | Schoenolirion |
| Scilloideae      | Skilla (Scilla) |
| Nolinoideae      | Semele |
| Lomandroideae    | Sowerbaea |
| Nolinoideae      | Speirantha |
| Scilloideae      | Spetaea |
| Nolinoideae      | Theropogon |
| Lomandroideae    | Thysanotus |
| Lomandroideae    | Trichopetalum (omfattende Bottinaea)                                                                                    |
| Brodiaeoideae    | Trillinglilje (Triteleia) (omfattende Hesperoscordium og Themis)                                                        |
| Brodiaeoideae    | Triteleiopsis |
| Nolinoideae      | Tupistra (omfattende Campylandra og Tricalistra)                                                                        |
| Scilloideae      | Veltheimia |
| Lomandroideae    | Xerolirion |
| Agavoideae       | Yucca (omfattende Samuela)                                                                                              |